# Liste der Bodendenkmäler in Brennberg
Auf dieser Seite sind die Bodendenkmäler in der Oberpfälzer Gemeinde Brennberg zusammengestellt. Diese Tabelle ist eine Teilliste der Liste der Bodendenkmäler in Bayern. Grundlage ist die Bayerische Denkmalliste, die auf Basis des Bayerischen Denkmalschutzgesetzes vom 1. Oktober 1973 erstmals erstellt wurde und seither durch das Bayerische Landesamt für Denkmalpflege geführt wird. Die folgenden Angaben ersetzen nicht die rechtsverbindliche Auskunft der Denkmalschutzbehörde.

## Bodendenkmäler in Brennberg
| Lage                             | Objekt | Akten-Nr.     | Bild                             |
| -------------------------------- | --- | ------------- | -------------------------------- |
| (Standort)                       | Endneolithische Siedlung. | D-3-6840-0014 |                                  |
| (Standort)                       | Archäologische Befunde und Funde im Bereich der mittelalterlichen Burgruine Brennberg. | D-3-6940-0006 |                                  |
| (Standort)                       | Archäologische Befunde und Funde im Bereich des ehemaligen Benediktinerklosters Frauenzell mit der katholischen Pfarrkirche Mariä Himmelfahrt, den zugehörigen Wirtschaftsgebäuden, dem Klostergarten und der profanierten Dreifaltigkeitskirche. | D-3-6940-0069 | weitere Bilder                   |
| (Standort)                       | Archäologische Befunde des Mittelalters und der frühen Neuzeit im Bereich der katholischen Filialkirche St. Peter und Paul in Bruckbach, darunter die Spuren von Vorgängerbauten bzw. älterer Bauphasen.                                          | D-3-6940-0107 | Archäologische Befunde           |
| Sankt-Rupert-Straße 1 (Standort) | Archäologische Befunde und Funde im Bereich der katholischen Pfarrkirche St. Rupert in Brennberg, darunter die Spuren von Vorgängerbauten bzw. älterer Bauphasen.                                                                                 | D-3-6940-0116 | Archäologische Befunde und Funde |
| Mariahilfanger 2 (Standort)      | Archäologische Befunde und Funde im Bereich der Kapelle Maria Hilf in Brennberg, darunter die Spuren von zwei Vorgängerbauten. | D-3-6940-0117 |                                  |
| Johannisstraße 15 (Standort)     | Archäologische Befunde und Funde im Bereich der Kapelle St. Johannes Nepomuk in Brennberg, darunter die Spuren eines Vorgängerbaus. | D-3-6940-0118 |                                  |
| (Standort)                       | Untertägige Befunde der abgegangenen frühneuzeitlichen Kirche St. Rupert bei Berndorf. | D-3-6940-0120 |                                  |